# Knox City
Knox City es un pueblo ubicado en el condado de Knox en el estado estadounidense de Texas. En el Censo de 2010 tenía una población de 1.130 habitantes y una densidad poblacional de 523,76 personas por km².

## Geografía
Knox City se encuentra ubicado en las coordenadas 33°25′3″N 99°48′57″O / 33.41750, -99.81583. Según la Oficina del Censo de los Estados Unidos, Knox City tiene una superficie total de 2.16 km², de la cual 2.16 km² corresponden a tierra firme y (0%) 0 km² es agua.

## Demografía
Según el censo de 2010, había 1.130 personas residiendo en Knox City. La densidad de población era de 523,76 hab./km². De los 1.130 habitantes, Knox City estaba compuesto por el 73.54% blancos, el 6.73% eran afroamericanos, el 0.44% eran amerindios, el 0.18% eran asiáticos, el 0% eran isleños del Pacífico, el 16.73% eran de otras razas y el 2.39% pertenecían a dos o más razas. Del total de la población el 30.44% eran hispanos o latinos de cualquier raza.